# Hervé Bourhis
Hervé Bourhis (Chambray-lès-Tours, 20 maart 1974) is een Franse stripauteur. 

## Carrière
De eerste gepubliceerde strip van Bourhis, Thomas ou le retour du tabou, won in 2002 de prijs Goscinny. Hervé Bourhis werkt vooral als scenarist. Hij schreef verschillende stripscenario's voor Rudy Spiessert, die hij ontmoette tijdens een grafische opleiding. Zelf schreef en tekende Bourhis La main verte, een verhaal waarin de laatste mensen worden opgesloten in een zoo. Ook stond hij zelf in voor de tekeningen van Le petit livre rock, Le petit livre Beatles en Le petit livre de la cinquième république. Dit zijn vierkanten boekjes waarin Bourhis via getekende anekdotes de geschiedenis van de popmuziek of van de recente Franse, politieke geschiedenis, twee van zijn passies, vertelt.